# 고성 좌이산 봉수대
고성 좌이산 봉수대(固城 佐耳山 烽燧臺)는 대한민국 경상남도 고성군 하일면 양화리, 좌이산에 있는 조선시대의 봉수대이다. 1994년 7월 4일 경상남도의 기념물 제138호로 지정되었다.

## 개요
봉수대는 횃불과 연기를 이용하여 급한 소식을 전하던 옛날의 통신수단을 말한다. 높은 산에 올라가서 불을 피워 낮에는 연기로 밤에는 불빛으로 신호를 보냈다.
좌이산 봉수대는 군사적 목적으로 설치한 것으로, 고성읍에서 약 30km 지점에 있는 해발 392m의 산 정상에 자리잡고 있다. 봉수대의 둘레는 73m 정도이나 현재까지 남아있는 석축은 36m이고, 높이는 1.6∼2.2m이다. 이곳 봉수대는 조선시대 전기에 설치된 것으로 우산 봉화대에서 신호를 받아 사천의 각산 봉화대와 사량진 봉화대 및 소을비포 진영에 보고하는 망대로 활용되었다.

## 참고 자료
- 고성좌이산봉수대 - 국가유산청 국가유산포털